# Ixodes matopi
Ixodes matopi este o specie de căpușe din genul Ixodes, familia Ixodidae, descrisă de Spickett, Keirans, Norval și Clifford în anul 1981. Conform Catalogue of Life specia Ixodes matopi nu are subspecii cunoscute.